# ابراهیم لطف‌اللهی
ابراهیم لطف‌اللهی (درگذشتهٔ ۲۵ دی ۱۳۸۶) دانشجوی دانشگاه پیام نور سنندج بود. او دانشجوی سال چهارم رشته حقوق دانشگاه پیام نور سنندج بود، که پس از دستگیری در جلوی دانشگاه به بازداشتگاه فرستاده شده بود. وی در همان بازداشتگاه جان باخته و بگفته مسئولان وزارت اطلاعات جمهوری اسلامی در سنندج، علت مرگ او «خودکشی» اعلام شده‌است.
مرگ او که توسط رسانه‌های خارج از ایران پوشش خبری یافته به مرگ زهرا کاظمی و زهرا بنی‌یعقوب تشبیه گردیده‌است.